# Isoodon
Isoodon és un gènere de bàndicuts que conté les següents quatre espècies:
- Bàndicut daurat, Isoodon auratus
- I. fusciventer
- Bàndicut bru septentrional, Isoodon macrourus
- Bàndicut bru meridional, Isoodon obesulus